# Resolución 178 del Consejo de Seguridad de las Naciones Unidas
La resolución 178 del Consejo de Seguridad de las Naciones Unidas fue aprobada por unanimidad el 24 de abril de 1963, luego de haber oído reportes sobre violaciones al territorio senegalés por parte de fuerzas militares de Portugal provenientes de la Guinea Portuguesa. El Consejo deploró el incidente en Bouniak así como cualquier incursión por parte de Portugal. Igualmente, solicitó que estos honren su intención declarada de "respetar escrupulosamente la soberanía e integridad territorial de Senegal."